# Demografische statistiek
Onder de soorten gegevens die de nationale leiders nodig hebben, behoort de demografische statistiek van hun bevolking. De verslagen van geboorten, sterfgevallen, huwelijken, immigratie en emigratie en een regelmatige volkstelling verstrekken informatie die zeer belangrijk is voor het nemen van correcte besluiten over nationaal beleid.
Een nuttige samenvatting van dergelijke gegevens is de bevolkingspiramide. Het verstrekt gegevens over het geslacht en leeftijdsdistributie van de bevolking in een toegankelijk grafisch formaat.
Een andere samenvatting wordt de levenslijst genoemd. Voor een cohort van personen geboren in hetzelfde jaar staan hierin hun levenservaringen van geboorte tot aan de dood. 